# Karlsborgs flygplats

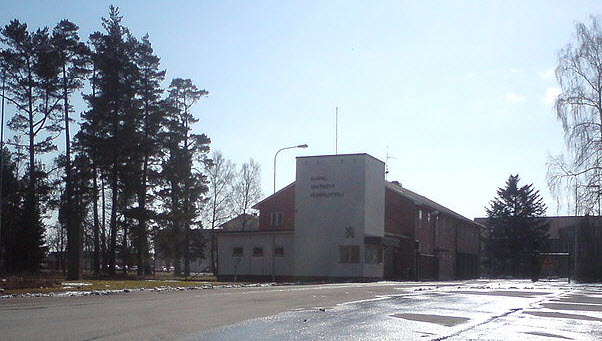
Före detta flottiljvakten vid F 6 Karlsborg

Karlsborgs flygplats (IATA: -, ICAO: ESIA) är en militär flygplats i 2 km söder om Karlsborg i  Västergötland. Flygplatsen ägs och förvaltas av Fortifikationsverket (FORTV).

## Historik
Västgöta flygflottilj (F 6) inrättades officiellt i Karlsborg den 1 juli 1939. Fältet som flygplatsen uppfördes på, hade upptäckts av löjtnant Gösta von Porat, som 1913 landade med en Nieuport IV G på exercisheden "Lusharpan", och fann att markerna skulle vara användbara vid flygövningar. År 1915 använde arméflyget Karlsborg som en av sina baser, då det fanns stora möjligheter att öva skjutning och bombfällning på artilleriets skjutfält. Byggverksamheten inför uppsättningen av flottiljen kom i gång år 1936, då bland annat en stor hangar (hangar 81) för två divisioner uppfördes. Fältet utvidgades år 1937 till att omfatta 1 600 × 1 200 meter, och 1939 uppfördes en byggnad för flottiljens flygverkstad. Första flottiljchef var överstelöjtnant John Stenbeck, och det första flygplanet blev en Sk 11 som landade i Karlsborg den 28 juni 1939, några dagar före flottiljens officiella öppnande. 
Till en början företogs flygningarna på två korslagda stråk med banorna 09/27 och 01/19 belägna inom flottiljområdet. Under sommaren 1950 anlades den permanenta rullbanan 06/24, och hösten 1952 uppfördes en ny trafikledningsbyggnad. Inför ombeväpningen av flottiljen till A 32 Lansen, förlängdes flygplatsens rullbana sommaren 1956. Tjugo år senare, sommaren 1976, inleddes ytterligare en intensiv period i nybyggnationer, renoveringar och ombyggnader, då för att anpassa flygplatsen till Viggen-systemet.
Flottiljen hotades ett antal gånger av avveckling, första gången redan 1947. Genom försvarsbeslutet 1992 beslutades att flottiljen skulle avvecklas senast den 30 juni 1994. Den militära flygtjänsten vid flottiljen avvecklades i två steg. 62. attackflygdivisionen (Filip Blå) upphörde den 6 juni 1993, och 61. attackflygdivisionen (Filip Röd) upphörde den 15 december 1993. Det sista flygplanet vid F 6 var en AJ 37 Viggen (S/N 37107), vilken lyfte den 2 maj 1994.
I samband med att flottiljen avvecklades övertog Karlsborgs kommun en större del av flottiljområdet. Den 30 april 2007 återupptogs verksamheten vid flygplatsen igen, detta dels på grund av Försvarsmaktens ökade internationella engagemang. Flygplatsen hade då moderniserats med nya radarstationer, samt att flygledartornet moderniserades. Kostnaden av upprustningen av flygplatsen uppgick till ett värde på cirka 6 miljoner kronor. Antalet flygplansrörelser vid flygplatsen beräknas att nå samma nivå som innan flottiljen avvecklades 1994.
Försvarsmaktens ökade närvaro vid flygplatsen följdes av att Fortifikationsverket köpte tillbaka en stor del av flottiljområdet, vilket består av fastigheterna Gräshult 14 och Vanäs 4. Fastigheterna som ingick i affären tillföll Fortifikationsverket och Försvarsmakten den 1 april 2008.
Sommaren 2011 blev området återigen helt inhägnat, från 2012 planerades det att bemanna gamla flottiljsvakten, då Garnisonsvakten skulle flyttas ut från fästningen. I mitten av juli 2013 beviljade Regeringen Reinfeldt ett anslag om 122 miljoner kronor för renovering och modernisering av flygplatsen, bland annat om- och nybyggnad av dränering av fält- och stråkytor, nybyggnation av flygplatsljussystem och nya slitlager för rull- och taxibana. Våren 2014 påbörjade Försvarets materielverk (FMV) en offentlig upphandling gällande anläggningsarbetet av flygplatsen. Dock så avbröts tilldelningsförfarandet sommaren 2014.  Upprustningen ligger nu i plan att göras tidigast år 2015 eller 2016. Militära flyginspektionen bedömde i en rapport att rullbanan var i extremt dåligt skick, vilket redan hade fått Skaraborgs flygflottilj att belägga rullbanan med användningsförbud för flygplan med lågt sittande jetmotorer. Vilket inkluderar Flygvapnets skolflygplan Sk 60 och stridsflygplan JAS 39 Gripen. Innan rullbanan asfalterats om får den endast användas av transportflygplan. Vilket dock medför att flygplatspersonalen får kontrollera rullbanan vid varje tillfälle på grund av att asfalten är dålig. Bakgrunden till förseningen av upprustningen angavs till att Försvarsmaktens miljöprövningsenhet utreder eventuell förekomst av Perfluoroktansulfonsyra.
Flygplatsen med flottiljområdet planerades åren 2018–2020 att renoveras och modifieras, där bansystemet med tillhörande taxibanor skulle renoveras samt få nytt banljus. Vidare skulle om- och tillbyggnader av tillhörande hangarer och byggnader göras för att möta kraven från Livregementets husarer samt Specialförbanden. Vilket samtidigt kom medför ett behov ökat tillträdesskydd av hela flygplats- och flottiljområdet. Under 2019 påbörjade Fortifikationsverket ett underhållsarbete av rullbanan vid flygplatsen ett arbete som var planerat att pågå från våren 2019 och cirka fyra år, genom att bland annat förstärka rullbanan med utbyte av bankantsdränering, elinstallationer, flygplatsljus med mera. Den 16 augusti 2019 stoppade miljö- och klimatminister Isabella Lövin arbetena med dränering i anslutning till rullbanan vid flygplatsen, då ministern ansåg att "regeringen är angelägen om att det finns ett bättre kunskapsunderlag om de eventuella riskerna innan ett dräneringsarbete kan inledas". I januari 2020 gav Länsstyrelsen i Västra Götalands län klartecken för att fortsätta dräneringen av delar av ett område vid flygplatsen. I juni 2021 satte regeringen i ett nytt beslut ett slutgiltigt stopp för planerna på att dränera landningsbanan vid flygplatsen. Bakgrunden till beslutet var att flygplatsen ansågs vara kraftigt förorenad av PFAS-kemikalier och därmed återförvisades frågan till Försvarsmaktens hälso- och miljöenhet.
Den 30 november 2021 gick Skaraborgs flygflottilj ut med på sina sociala medier att rullbana 06-24 åter tas i bruk på Karlsborgs flygplats. Eftersom Karlsborg flygplats är en viktig strategisk flygbas och förbanden (Särskilda operationsgruppen och Livregementets husarer) på plats är beroende av en flygplats för sin verksamhet.  Huvudlandningsbanan (rullbana 06-24) har varit tagen ur bruk för flygtrafik sedan 2018 på grund av att det då bedömdes att det fanns sprickbildningar och ytsönderfall. Ny statusbedömning av landningsbanan har nu genomförts och Flygvapnet har efter det gjort bedömningen att landningsbanan med de senaste underhållsåtgärderna håller för propellerflygplan, som TP 84 Hercules. Även om rullbana 06-24 ej varit i bruk en tid så har flygplatsen varit öppen och används av exempelvis helikoptrar och UAV, obemannade flygfarkoster. Årligen hanterar flygplatsen ca 1100 flygrörelser.
Den 12/11 2024 kom Högsta förvaltningsdomstolen med domen som ger Försvarsmakten rätt att börja med dränering av flygplatsens rullbana samt ny beläggning av rullbanan. Dessutom tillåts Försvarsmakten fem dubbla sina flygrörelser till ca 10 000st per år mot dagens ca 1100st per år.

## Verksamhet
Flygplatsen är en militär flygplats och anpassad för att ta emot samtliga flygplan och helikoptrar inom Försvarsmakten. Vid flygplatsen övas flygverksamhet till Nordic Battlegroup samt för olika insats- och specialförband. Livregementets husarer (K 3) för luftburen förmåga (LBB). I övning och utveckling av den luftburna förmågan används transportflygplan i form av Tp 84 samt helikoptrar. Försvarsmaktens överlevnadsskola (Fös) använder flygplatsen vid övningar i Combat Search and Rescue (CSAR), vilket är en term för att hämta personal i fientlig miljö. Flygplatsen är även bas för UAV-system. Flygplatsen är anpassad för att ta emot samtliga flygplan inom Försvarsmakten. Även flygning med Jas 39 Gripen övas vid flygplatsen.
Våren 2010 lämnade Försvarsmakten in en tillståndsprövning till Länsstyrelsen i Västra Götaland gällande utökning av flygplansrörelserna vid flygplatsen till att omfatta 10.000 flygrörelser per år omkring 2017. I juni 2012 avslog länsstyrelsen Försvarsmaktens tillståndsprövning om utökad flygverksamhet, med anledning till att länsstyrelsen ansågs den som bristfällig. Bakgrunden är att en alternativ plats till den sökta ska finnas med i tillståndsprövningen, så länsstyrelsen kan jämföra de positiva och negativa miljöeffekterna. Något som Försvarsmakten ej velat komplettera sin tillståndsprövning med, av den anledning att det inte finns något alternativ.
Den 15 maj 2012 landade för första gången ett civilregistrerat större passagerarflygplan på flygplatsen, en Boeing 737. Detta i samband med att utlandsstyrkan FS22 roterade hem från Afghanistan, och att stora delar av styrkan bemannades av personal från Livregementets husarer (K 3).

## Galleri

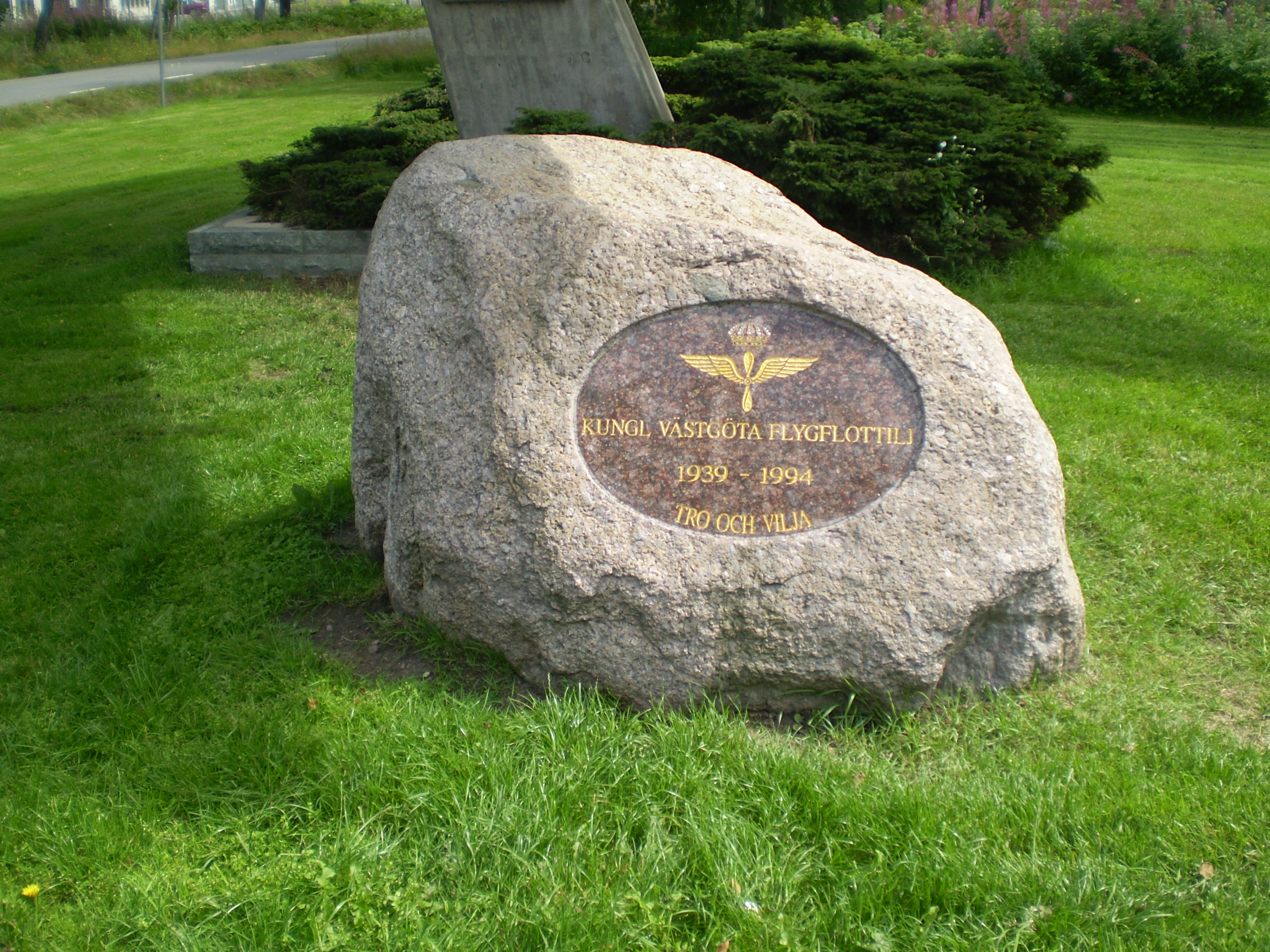
Minnessten över flottiljen.
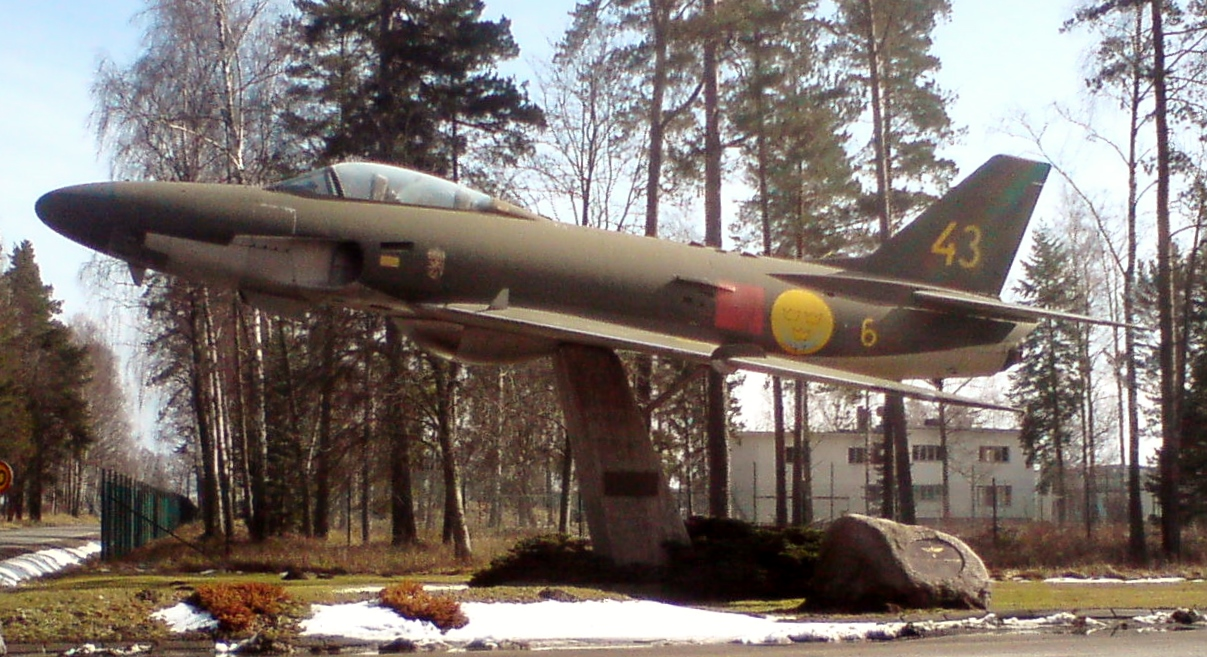
Flygplan A32A Lansen S/N 32259 (2009).
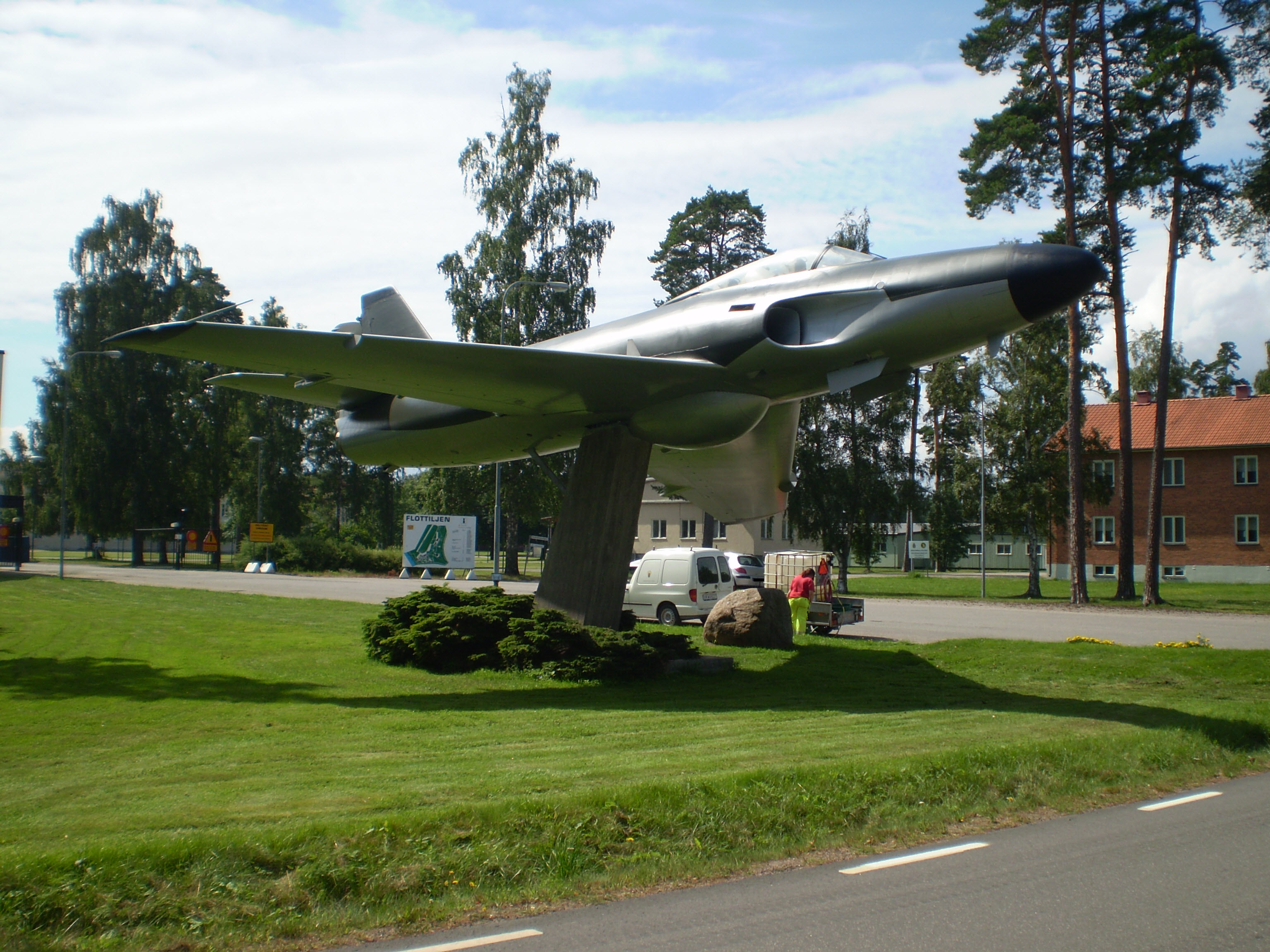
Flygplan A32A Lansen S/N 32259 (2011).
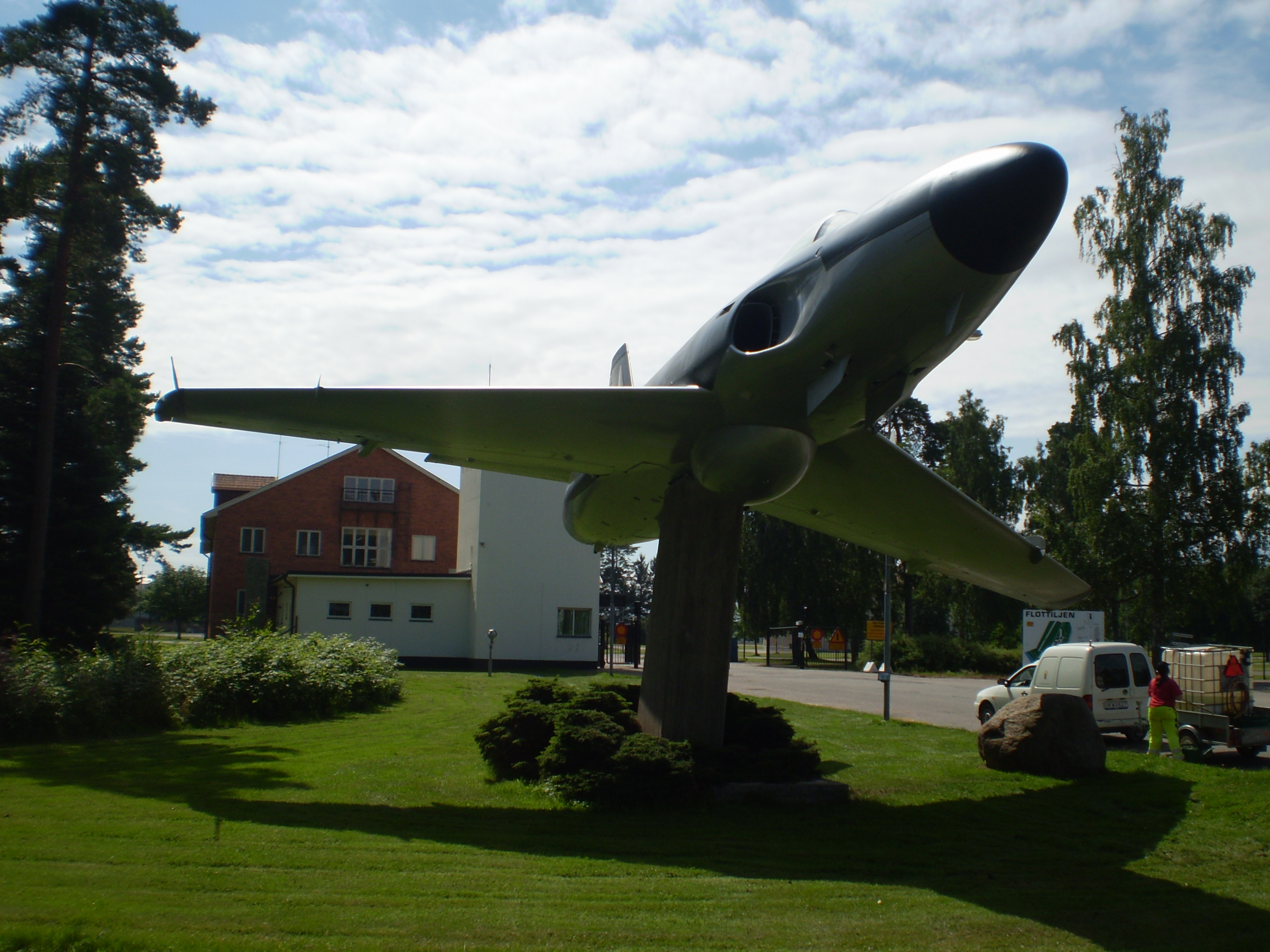
Flygplan A32A Lansen S/N 32259 (2011).
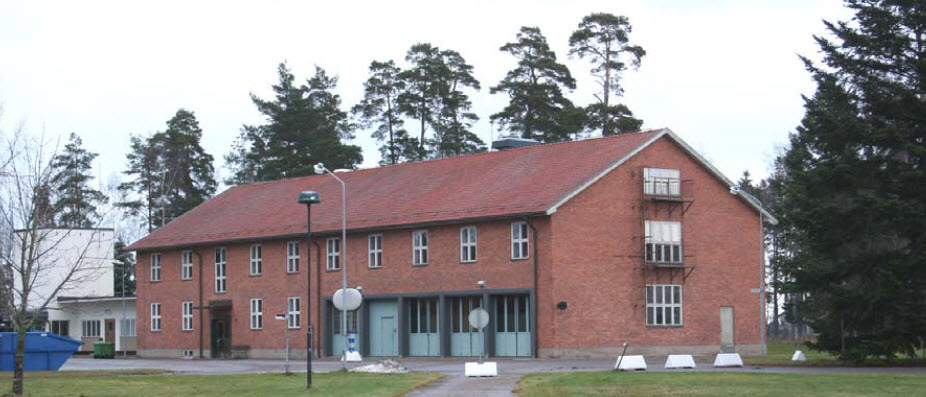
Före detta brandstationen (2010).
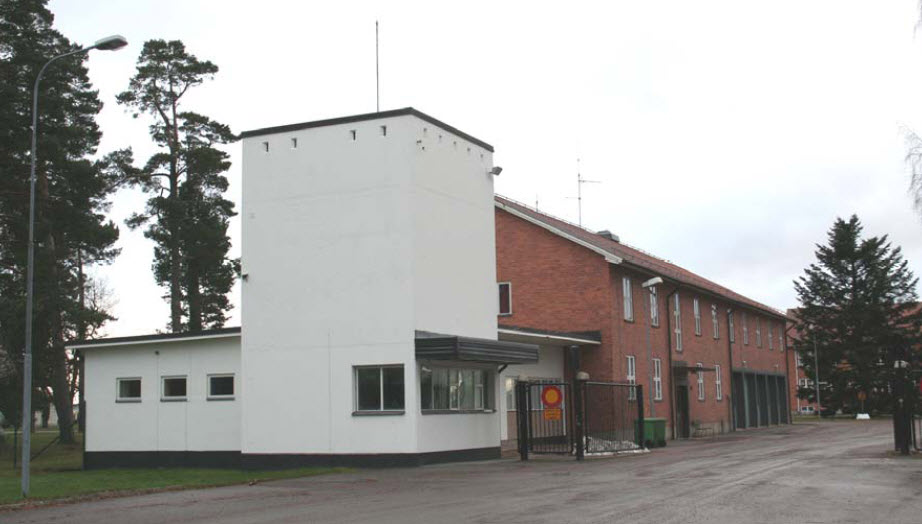
Flottiljvakten (2010).
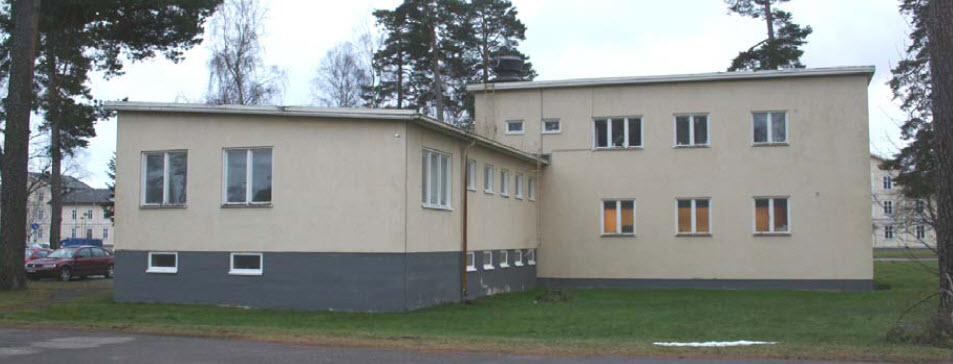
Före detta sjukhusbyggnad (2010).
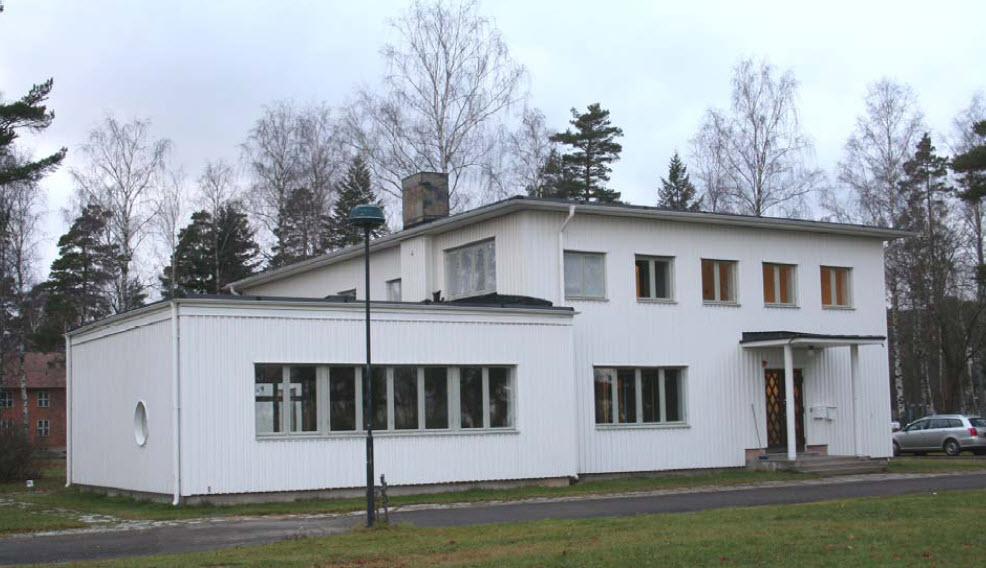
Före detta officersmäss (2010).